# Pudu puda

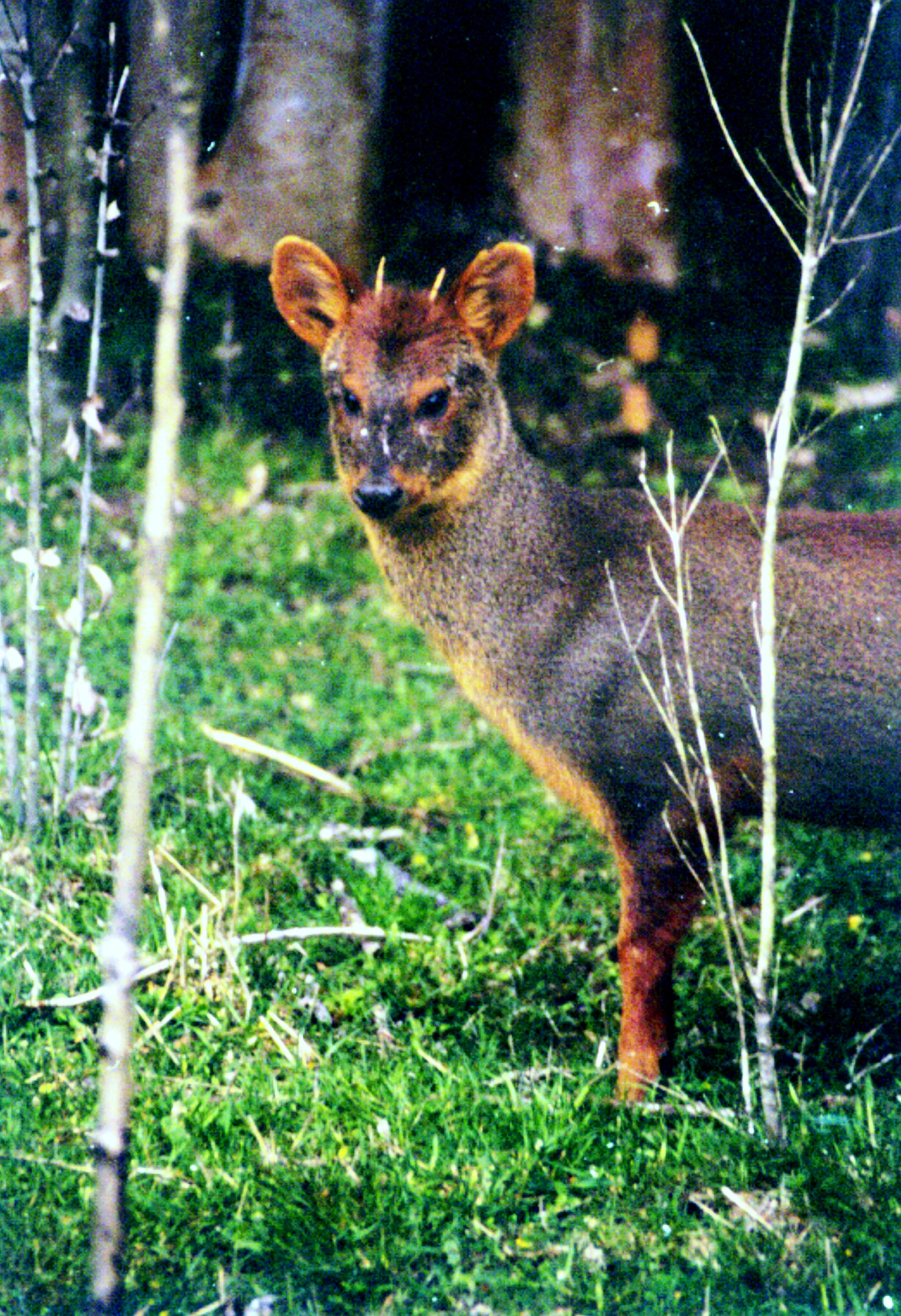
Macho.

O Pudu-do-sul (Pudu puda) é uma espécie de cervídeo sul-americano de pequeno porte, nativo do Chile e da Argentina.

## Características
Junto com Pudu mephistophiles, é o menor cervídeo do mundo, com no máximo 41 cm de altura, e pesando entre 7 e 10 kg de peso. Tem uma pelagem espessa, de cor marrom-escura, com cauda curta e glândula pré-orbital desenvolvida. O macho possui chifres curtos e não ramificados.

## Distribuição e habitat
É um cervídeo endêmico das florestas da Cordilheira dos Andes do sudoeste da Argentina e sul do Chile até a costa do oceano Pacífico.
Na Argentina, sua ocorrência se estende desde o sudoeste de Neuquénaté o sudoeste de Santa Cruz. No Chile, as populações estão mais isoladas, desde a cidade de Curicó até a Região de Bío-Bío e de forma contínua desde a Região da Araucanía até a Região de Aisén. A espécie parece ser abundante somente na ilha de Chiloé.

## Conservação
De acordo com a IUCN, é uma espécie vulnerável. A principal ameaça é a perda do habitat, ataques de cães, atropelamentos e a caça ilegal. 

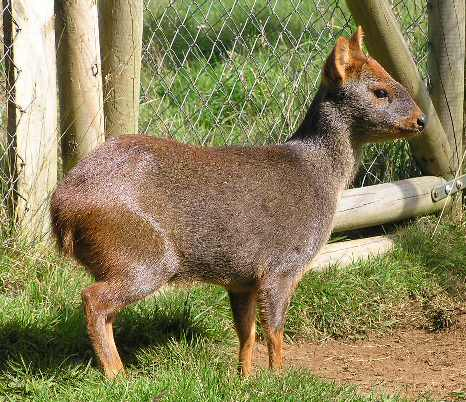
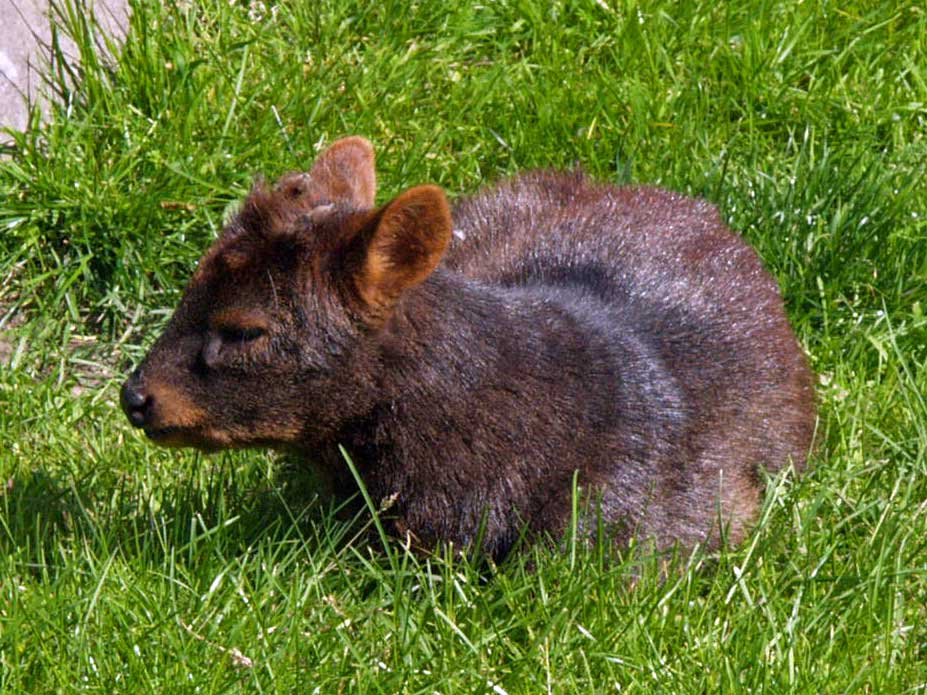
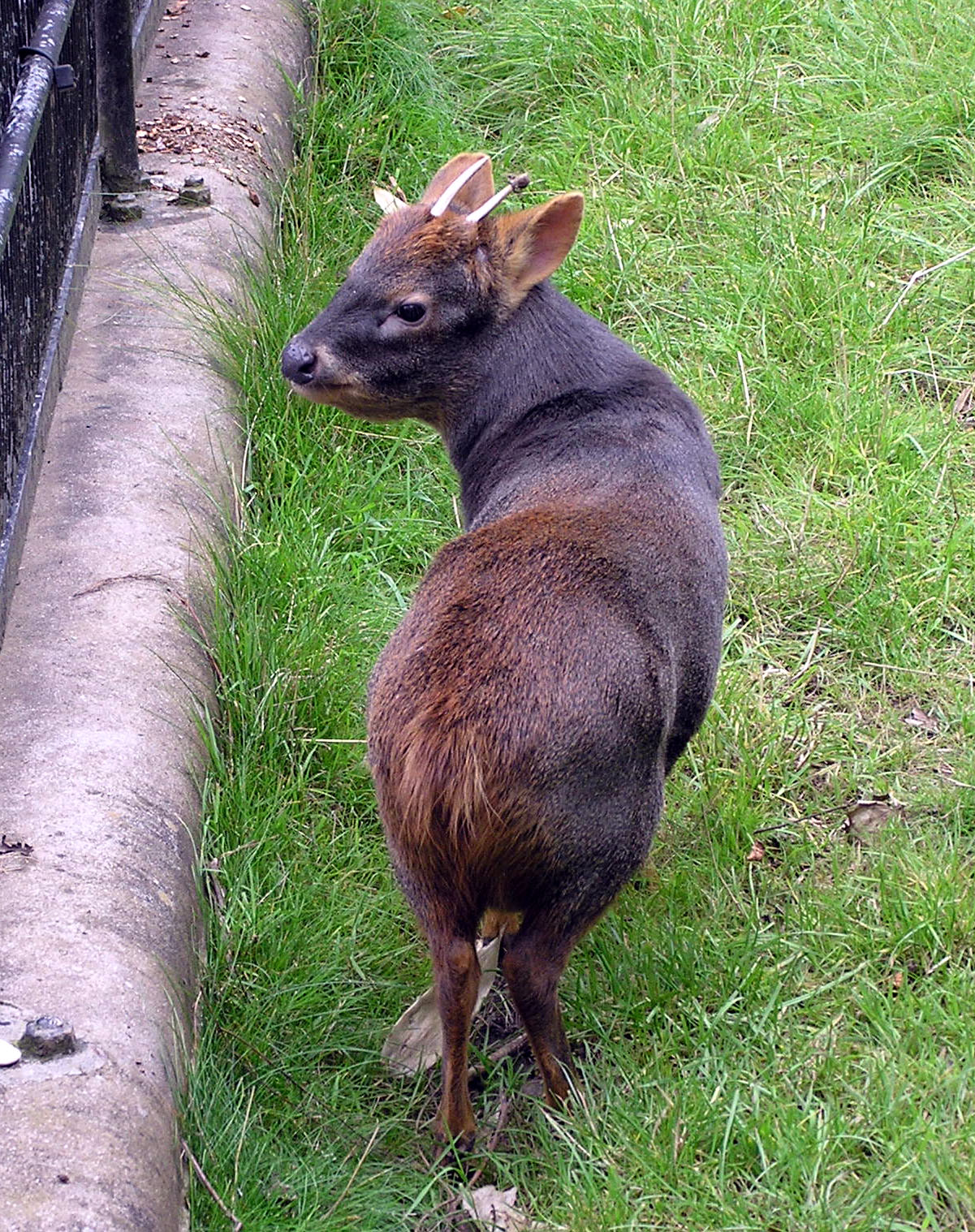
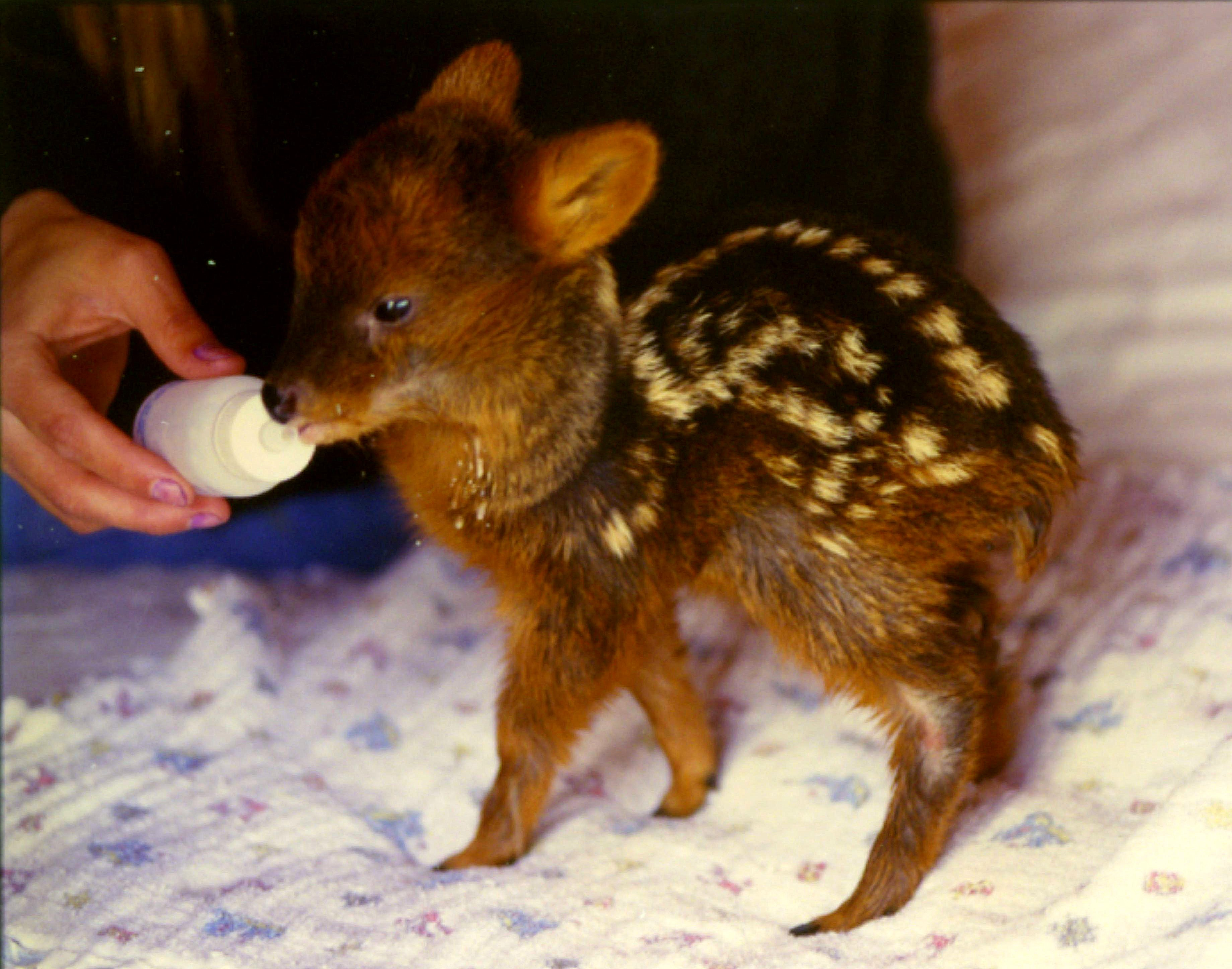
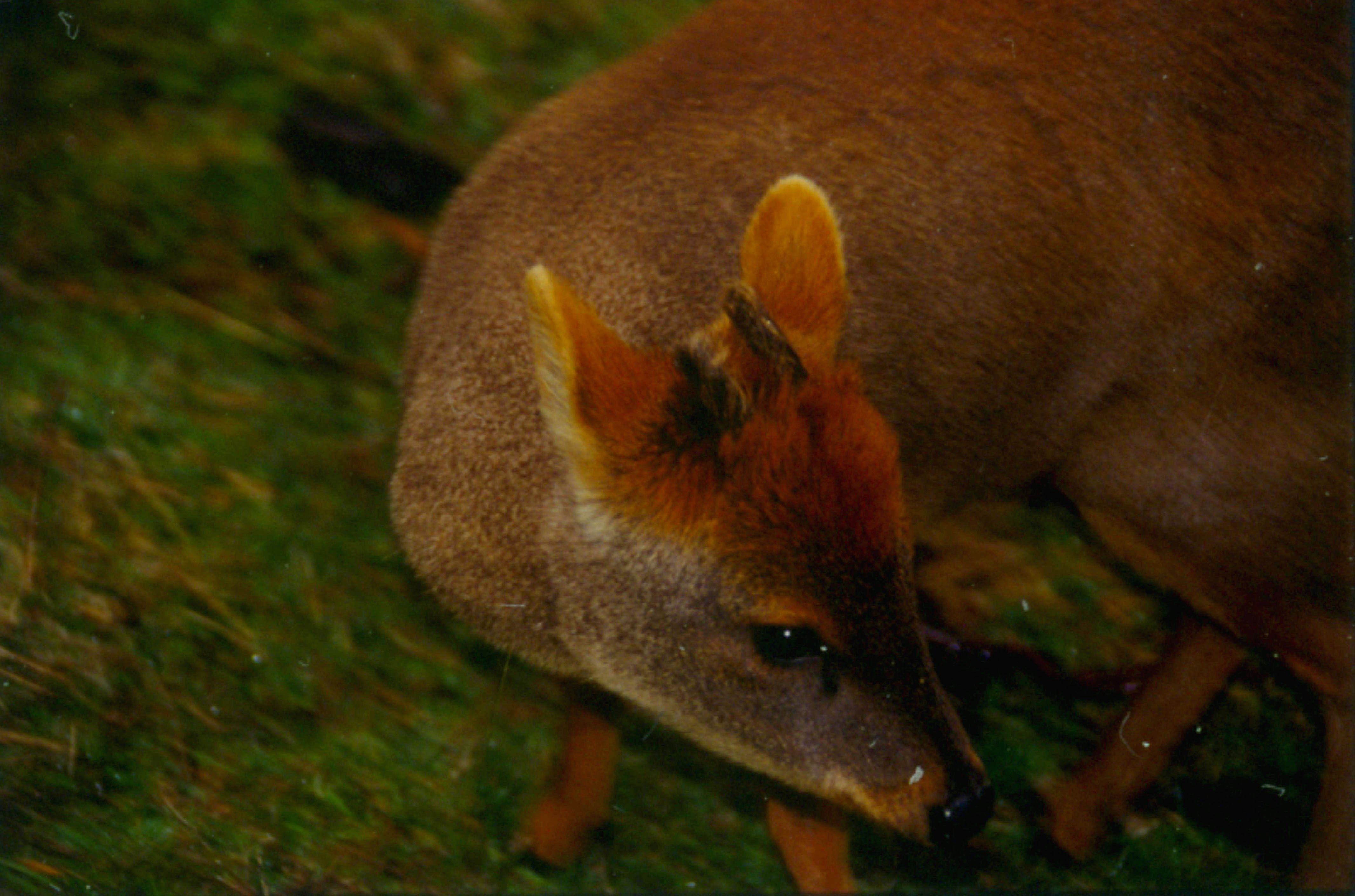
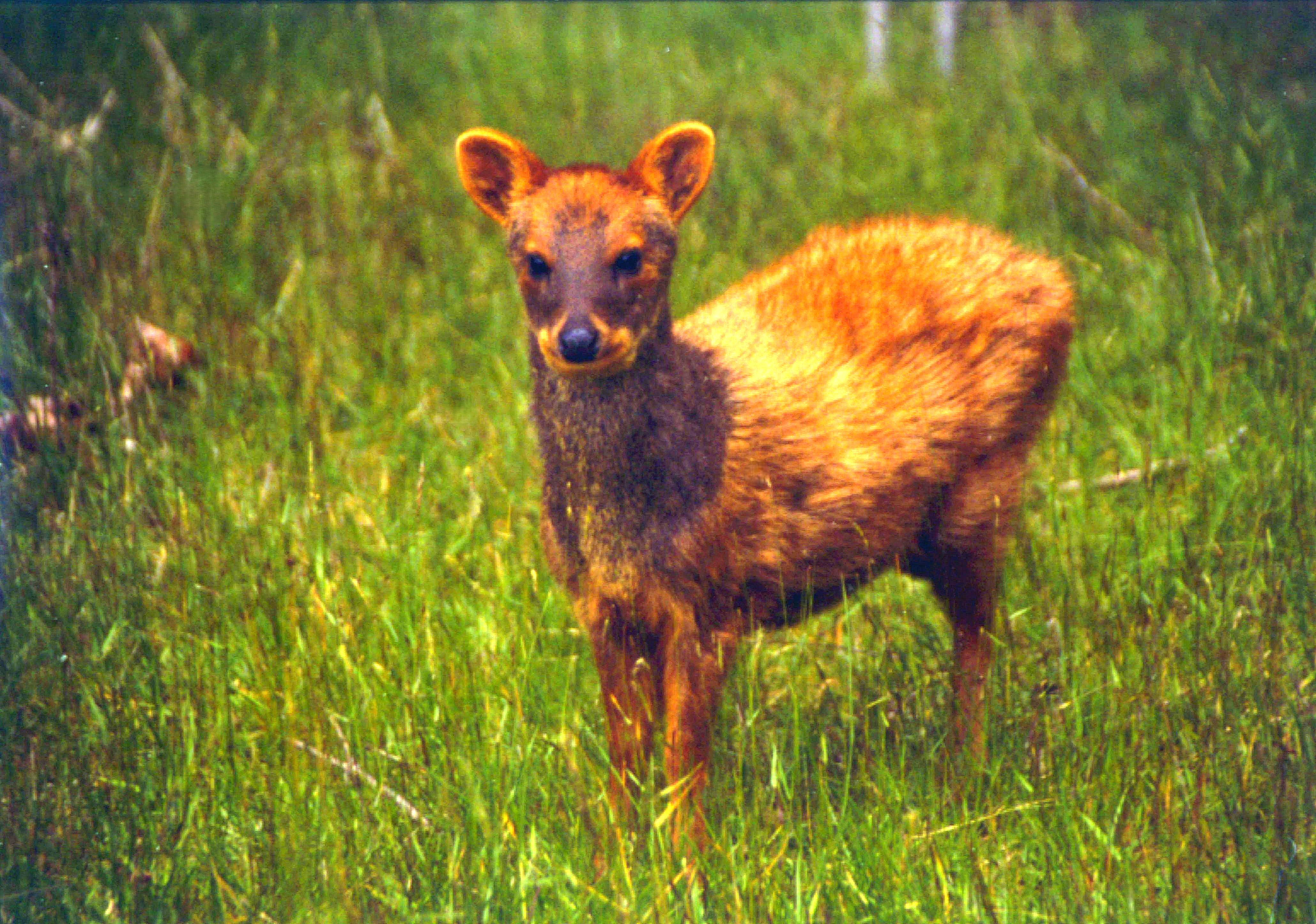